# Am I In Porn?
Am I In Porn? war eine bildbasierte Websuchmaschine mit dem Ziel, Menschen die Möglichkeit zu geben, eigene pornografische Darstellungen, die gegen ihren Willen online sind, zu identifizieren und anschließend dagegen vorzugehen. Sie sollte vor allem Betroffenen von Rachepornographie dabei helfen, entsprechende Inhalte zu finden und löschen zu lassen. Die Nutzer konnten ein Foto ihres Gesichts auf die Übereinstimmung mit Inhalten von pornografischen Webseiten überprüfen lassen. Als Ergebnis sollten sie Links – mit Zeitstempel – auf die 30 Videos mit der höchsten Übereinstimmung erhalten. Datenschützer kritisierten die Möglichkeiten, die Suchmaschine zu missbrauchen.

## Gründungsgeschichte
Das Projekt zur Suchmaschine wurde von den drei Gründern Lukas Henseleit, Jonas Schnabel und Yannick Schuchmann im Jahr 2018 ins Leben gerufen. Anlass für das Projekt war eine von Non Consensual Porn (Pornografie ohne Einwilligung) betroffene Person im Bekanntenkreis der drei Gründer. Die Suchmaschine ging im Jahr 2020 live und konnte ersten Betroffenen von sexueller Gewalt dabei unterstützen, explizite Inhalte zu löschen.

## Funktionsweise des Tools
Die Nutzer besuchten die Webseite und erstellten ein Porträt von sich. Das Bild wurde in einen Vektor umgewandelt und anschließend innerhalb weniger Sekunden mit einer Datenbank mit über 10 Millionen pornografischen Videos abgeglichen. Das hochgeladene Bild der Nutzer wurde nach Angaben der Betreiber nicht gespeichert, eine Rekonstruktion des Porträts anhand der Vektoren war nicht möglich.
Für Nutzer, die pornografische Inhalte von sich angezeigt bekamen, mit deren Veröffentlichung sie nicht einverstanden waren, wollte die Suchmaschine psychologische und juristische Hilfsangebote vermitteln. Zudem wurde beschrieben, wie man Inhalte von der Plattform Pornhub entfernen lassen konnte.

## Politisches Engagement
Am I In Porn? ist Mitinitiator der Petition #NotYourPorn auf change.org, die eine schärfere Regulierung von Pornoplattformen sowie Verbesserungen im Strafrecht fordert, damit Betroffene von digitalem sexuellen Missbrauch gegen die Täter vorgehen können.

## Kritik
Netzpolitik.org und die Politikerin Anke Domscheit-Berg äußerten Bedenken wegen des Datenschutzes. Jeder konnte bei Am I In Porn? Fotos anderer Personen hochladen und dadurch Informationen über diese Personen erhalten und gegebenenfalls missbrauchen. Die Datenschutzgrundverordnung untersagt explizit die Verarbeitung biometrischer Daten zur eindeutigen Identifizierung einer Person. Stefan Brink, der Landesdatenschutzbeauftragte von Baden-Württemberg, hielt die Suchmaschine schlicht für rechtswidrig.
Ende 2024 war die Suchmaschine nicht mehr verfügbar.